# Saccolaimus pluto
Saccolaimus pluto är en insektsätande småfladdermus som beskrevs av Gerrit Smith Miller år 1911. Saccolaimus pluto ingår i släktet Saccolaimus och familjen frisvansade fladdermöss (Emballonuridae).
Dess artnamn på engelska, Philippine pouched bat, betyder "filippinsk säckfladdermus", och på tyska, Philippinische Glattnasenfreischwanz, betyder ungefär "filippinsk plattnäsfrisvans".
Populationens status som art är omstridd. Wilson & Reeder (2005) och IUCN listar den såsom en underart till Saccolaimus saccolaimus med det vetenskapliga namnet Saccolaimus saccolaimus pluto.
Denna fladdermus förekommer i Filippinerna.